# بولين توكالا كومبي
بولين نكومبي توكالا (من مواليد 26 مارس 1977 في كينشاسا) وهو لاعب كرة قدم كونغولي متقاعد لعب كحارس مرمى.

## مساره مهني
كان بولين جزءًا من المنتخب الكونغولي في كأس الأمم الأفريقية في الأعوام 1998 و2000 و2002 و2004.